# Arquídamo IV
Arquídamo IV (em grego:  Αρχίδαμος Δ΄; ? — 275 a.C.) foi rei da cidade-Estado grega de Esparta de 305 a.C. até 275 a.C. ano da sua morte. Pertenceu à Dinastia Euripôntida.